# County Leitrim
County Leitrim (Irsk: Contae Liatroma) er et county i Republikken Irland i provinsen Connacht i den nordvestlige del, sydøst for Donegal Bay. Navnet kommer fra liath druim, som betyder grå bakkeryg.
County Leitrim har et areal på 1.588 km² med en samlet befolkning på 28.837 (2006).
Regionen lever hovedsageligt fåreavl, malkekvæg, kartoffel- og kornavl.
Det administrative county-center ligger i byen Carrick-on-Shannon, der har 2237 indbyggere.
Grevskabet er blandt de tyndest befolkede i Irland. Af kystgrevskaberne har det også den korteste kystlinje med kun 3 km strand ved Bundoran. Landskabet består hovedsagelig af bakker, søer – som Lough Allen – floder og moser.
Hovedbyen, Carrick-on-Shannon, er et godt udgangspunkt for besøgende. De kan leje motorbåde, fiske, cykle, ride eller spille golf. Carrick-on-Shannon er et træfpunkt for lystsejlere: Den lokale bådeforening blev grundlagt i 1827 og organiserer en regatta i august.

## Historie
I keltisk tid udgjorde Leitrim den vestlige halvdel af kongedømmet Bréifne. Regionen var længe underlagt O'Rourke-familien fra Dromahair, hvis heraldiske løve fortsat ses i grevskabets våben. Leitrim var nært knyttet til den østlige del af Breifne, nu County Cavan.
I det 13. århundrede kom normannerne og erobrede det sydlige Breifne. De beholdt området, til de irske godsejere blev tvunget i eksil i 1620.
Grevskabet Leitrim blev oprettet af Sir John Perrott i 1565. Omkring 1583 fastlagde han grænserne, som de er i dag.
Indtil det 17. århundrede var der fem store skove i Leitrim. De er nu dækket af moser. Da træerne forsvandt, var der ikke længere noget til at holde på vandet, og en stor del landbrugsområderne blev vandlidende. Dermed er kvæg og kartofler de eneste landbrugsprodukter, som er egnet til Leitrim, og kartoffelpesten ramte derfor meget hårdt. Det skulle gå 60 år, før befolkningen begyndte at vokse igen. Hungersnød og fattigdom gjorde, at mange udvandrede, og befolkningstallet sank fra 55.000 omkring 1900 til de nuværende ca. 29.000 indbyggere.

## Byer og landsbyer
- Ballinamore
- Bundoran
- Carrick-on-Shannon
- Carrigallen
- Dromod
- Drumshambo
- Manorhamilton
- Mohill
- Roosky